# Aurora Pro Patria 1919
Pour les articles homonymes, voir Pro Patria (homonymie).
Maillots
Actualités
L'Aurora Pro Patria 1919 est un club italien de football. Il est basé à Busto Arsizio dans la province de Varèse. Il est situé au cœur de l'Alto Milanese, région industrielle au nord-ouest de Milan et pour cette raison il entretient une rivalité avec le Calcio Legnano. Le club évolue en 2024-2025 en Serie C (D3). Il remporte le titre national de Serie D en 2018 (son premier) et est promu à nouveau en Serie C en 2018-2019.

## Historique
- 1919 - fusion des clubs AC Della, SG Pro Patria et Libertate di Busto Arsizio pour former le Pro Patria et Libertate. Jusqu'en 1956 le club joue quatorze fois en Serie A.
- 1956 - Le club est rétrogradé en Serie C.
- 1960 - Promotion en Serie B, en 1966 le club est relégué en Serie C.
- 1972 - Relégation en 4e division, Pro Patria retrouvera la Serie C en 1975.
- 1994 - Après des années dans les divisions inférieures, la remontée commence en 1994, en 1996 le club revient en Serie D et change de nom, Pro Patria Gallaratese G.B., du nom du quartier (it) Gallaratese.
- 2008 - Pro Patria est repêché en Serie C en profitant des défections d'autres clubs.
- 2009 - En cours de saison Pro Patria est aux avant-postes et peut prétendre à une promotion, mais après la trêve hivernale des problèmes internes surviennent. Les joueurs ne sont plus payés et en avril le club est déclaré en faillite, le président est incarcéré pour fraude. Malgré la crise le club reste en haut du classement et participe même aux play offs pour la montée. En fin de saison le club est reformé sous le nom, Aurora Pro Patria 1919, et la saison suivante il est relégué.
- 2018-2019 - Retour en Serie C pour le centenaire du club.

## Identité du club

### Changements de nom
- 1919-1945 : Pro Patria et Libertate Unione degli Sports Bustesi
- 1945-1990 : Pro Patria et Libertate Sezione Calcio
- 1990-1995 : AC Pro Patria et Libertate
- 1995-2009 : Pro Patria Gallaratese GB
- 2009- : Aurora Pro Patria 1919

### Logo

Ancien logo

## Palmarès et résultats

### Palmarès
- Meilleur classement du club : 8e en Serie A (1947-48)
- 1 championnat de Serie B : 1946-47
- 1 championnat de Serie C1 : 1959-60
- 1 championnat de Serie D : 1974-75

### Bilan
| Division | Présence | Début     | Dernière saison |
| -------- | -------- | --------- | --------------- |
| A        | 14       | 1927-1928 | 1955-1956       |
| B        | 19       | 1922-1923 | 1965-1966       |
| C        | 54       | 1935-1936 | 2022-2023       |
| D        | 8        | 1972-1973 | 1994-1995       |

### Records individuels
- Joueur le plus capé : Pippo Taglioretti 349 matchs
- Meilleur buteur du club : Carlo Reguzzoni 69 buts

## Joueurs et personnalités du club

### Entraîneurs
- Imre Senkey (1956)
- Benjamín Santos (1958-1960)
- Humberto Rosa (1976-1977)

### Joueurs emblématiques
- Luca Bucci
- Norberto Höfling
- László Kubala
- Vedin Musić
- Carlo Reguzzoni
- Tommaso Rocchi
- Stefano Tacconi
- Mario Varglien
- Ernesto Vidal